# Zuid-Afrika
Zuid-Afrika, officieel de Republiek Zuid-Afrika, is een land dat aan de zuidpunt van Afrika ligt. Het land grenst in het noorden aan Namibië, Botswana en Zimbabwe, in het oosten aan Mozambique en Swaziland (Eswatini). De onafhankelijke staat Lesotho wordt in zijn geheel door Zuid-Afrika omsloten.
Fossiele vondsten wijzen erop dat Zuid-Afrika al zeer vroeg bewoond werd. De San zijn al minstens 25.000 jaar in het gebied aanwezig, zo'n 2.500 jaar geleden gevolgd door de Bantoe. Nadat Portugese en Britse kolonisatoren het gebied aanvankelijk links lieten liggen, vestigden Nederlandse kolonisten in 1652 op de Kaap een verversingspost voor de Vereenigde Oostindische Compagnie (VOC). Na anderhalve eeuw werd de Nederlandse Kaapkolonie overgenomen door het Verenigd Koninkrijk. Hierop migreerde een groot aantal Nederlandstalige kolonisten, bekend als Boeren, met de Grote Trek naar het binnenland en stichtten verschillende Boerenstaten, waarvan uiteindelijk de Zuid-Afrikaansche Republiek en de Oranje Vrijstaat het belangrijkst waren. Deze republieken werden in 1902 door de Britten veroverd in de Tweede Boerenoorlog en samen met de Kaapkolonie en Natal in 1910 tot Zuid-Afrika verenigd. In de 20e eeuw werd Zuid-Afrika overschaduwd door de apartheid, een systeem van rassensegregatie waarmee de niet-blanke bevolking stelselmatig achtergesteld werd. In 1990 werd de apartheid afgeschaft en in 1994 werd Nelson Mandela tot de eerste zwarte president van Zuid-Afrika verkozen.
Zuid-Afrika is een land met diverse bevolkingsgroepen en twaalf officiële talen, waaronder het aan het Nederlands verwante Afrikaans. Het land is een parlementaire republiek met drie hoofdsteden en is een van de meest ontwikkelde landen van het continent, maar armoede- en misdaadcijfers blijven hoog.

## Geschiedenis
Als eerste Europeaan verkende Bartolomeu Dias in 1488 de kust rond Kaap de Goede Hoop. Het gebied tussen de Kunene als zuidgrens van Angola en de Delagoabaai in het zuiden van Mozambique werd door Portugal echter niet gekoloniseerd.

### Nederlandse kolonisten
Toen het Nederlandse schip Nieuw Haarlem op zijn terugreis van Batavia op 25 maart 1647 met Reynier van Tzum aan boord strandde aan de Kaap, kwamen de plaatselijke Khoikhoi voor de eerste keer in contact met Nederlanders.
De schipbreukelingen bouwden een klein fort dat ze de naam "Zand Fort van die Kaap die Goeie Hoop" gaven.
Zestig man onder het bevel van onderkoopman Leendert Janszen bracht bijna een jaar aan de Kaap door voordat in maart 1648 de overlevenden door een vloot van twaalf VOC-schepen onder leiding van Wollebrant Geleyns de Jongh gered werden en teruggebracht naar Nederland.
Zij berichtten thuis over het gunstige klimaat, hun goede ervaringen met de plaatselijke Khoikhoi en de ruilhandel met het inheemse volk. Dit was beslissend voor de Vereenigde Oostindische Compagnie om een verversingsstation bij de Kaap op te richten voor schepen die op weg waren naar het verre oosten.
Op 6 april 1652 kwam Jan van Riebeeck aan bij Kaap de Goede Hoop. Het gebied met Nederlandse kolonisten breidde zich gedurende de 17e en 18e eeuw langzaam uit in oostelijke richting tot bij de Visrivier.

### Brits bewind
Na de Slag om Muizenberg in 1795 bezetten de Britten de streek rond Kaap de Goede Hoop maar gaven hem weer terug aan de Nederlanders in 1803. In 1806 namen de Britten duurzaam bezit van de Kaap. Er ontstond onenigheid tussen de Britten en de Nederlandse boeren, onder meer omtrent de compensatie voor de afschaffing van de slavernij in 1833.
Velen van de Nederlandse (en ook Duitse en hugenootse) kolonisten, bekend als Boeren, trokken in de jaren 1830-1840 in de zogenaamde Grote Trek weg uit de Kaapkolonie. Zij stichtten onafhankelijke republieken, die uiteindelijk verenigd werden in de Oranje Vrijstaat en Transvaal. De eerste Boerenrepubliek was Natalia.
Toen de Boeren Natalia binnentrokken is er gepoogd met Zoeloekoning Dingane te onderhandelen. Nadat er onenigheid ontstond over het afstaan van land liet hij Piet Retief samen met zijn aanhang vermoorden. Uiteindelijk versloegen de Boeren de Zoeloes in de Slag bij Bloedrivier in 1838. Natalia werd echter reeds in 1843 veroverd door de Britten. Daarna trokken de voortrekkers naar Transvaal en de Oranje Vrijstaat.

### Zelfstandigheid

Vlag van de Unie van Zuid-Afrika en de Republiek Zuid-Afrika 1928-1994

In 1867 werden diamanten ontdekt in Kimberley op de grens van de Oranje Vrijstaat. In 1886 was er net goud aan de Witwatersrand in Transvaal gevonden. Dat resulteerde in een stroom van blanke immigranten en rijkdom voor Transvaal.
De Boeren verzetten zich tegen inmenging van de Britten, wonnen de Eerste Boerenoorlog (1880-1881) maar werden verslagen in de Tweede Boerenoorlog (1899-1902). De Tweede Boerenoorlog zou een pyrrusoverwinning genoemd kunnen worden.
In 1910 werd de Unie van Zuid-Afrika gevormd als een onafhankelijke staat binnen het Britse Gemenebest. In 1931 werd Zuid-Afrika een dominion en werd het via het Statuut van Westminster volledig onafhankelijk. Vele wetten regelden een ongelijke behandeling van burgers op grond van hun afkomst en huidskleur. Die politiek werd geformaliseerd tot de apartheid (gescheiden ontwikkeling van de diverse rassen) na de verkiezingsoverwinning van de Nasionale Party in 1948.

### Apartheid
Vanaf de jaren 50 nam de politiek van apartheid in Zuid-Afrika steeds scherpere vormen aan. Onder de blanke in Nederland geboren premier Hendrik Verwoerd van de Nasionale Party werden de zwarte bevolking belangrijke rechten ontnomen, met name het recht om te stemmen, het recht om gebruik te maken van "blanke voorzieningen" en het recht om met een blanke persoon te trouwen. Zijn regering dwong de zwarte bevolking in zo genoemde Bantoestans te gaan wonen. Tevens kwam er een pasjesregeling. Die gold voor elke niet-blanke Zuid-Afrikaan en beperkte diens bewegingsvrijheid sterk.
Het A.N.C., opgericht in 1912 en andere groepen, waaronder het P.A.C., de communistische partij en verschillende progressieve christenen streden tegen die racistische politiek. Nelson Mandela zou uitgroeien tot de icoon van het verzet. Een demonstratie tegen die rechteloosheid werd gehouden in Sharpeville op 21 maart 1960, toen 69 demonstranten werden doodgeschoten door de politie bij het Bloedbad van Sharpeville. In 1961 werd Zuid-Afrika een republiek en trad het uit het Britse Gemenebest, na 1968 kwam het tot een internationale boycot. Een bekend voorbeeld was de Outspan-sinaasappel die niet gewenst meer was. Op 16 juni 1976 was er de grote demonstratie in Soweto tegen de maatregel het Afrikaans als taal op de scholen verplicht te stellen. De politie pakte die gewelddadig aan met een bloedbad als gevolg.

### Na de apartheid
Pas in de jaren 90 eindigde de apartheid. Toenmalig president Frederik Willem de Klerk liet de bekende anti-apartheidsactivist Nelson Mandela op 11 februari 1990 vrij. In 1994 werden er voor het eerst algemene verkiezingen voor alle rassen gehouden, leidend tot een bestuur van de (overwegend zwarte) tot politieke partij getransformeerde anti-apartheidsgroepering Afrikaans Nationaal Congres (ANC), eerst onder leiding van Mandela, later onder Thabo Mbeki. De nieuwe regering voerde een beleid van 'rechtstellende actie' om de ongelijkheden van het verleden te beëindigen. In een interview verklaarde Nelson Mandela dat het ANC zich identificeert met de Palestijnse Bevrijdingsorganisatie (PLO) omdat zij, evenals wij, vechten voor het recht op zelfbeschikking.
Sinds 1996 is de nieuwe grondwet uit 1994 in werking. Daarmee werd ook het Grondwettelijk Hof te Braamfontein in het leven geroepen, dat kan oordelen over de grondwettelijkheid van wetten, ook die van voor 1996.
Ook benoemde Nelson Mandela in 1994 Desmond Tutu, anglicaans aartsbisschop van Kaapstad tot voorzitter van een Waarheids- en Verzoeningscommissie. Zij die ernstige mensenrechtenschendingen hadden ondergaan door de apartheidspolitiek konden daarvan getuigenis komen afleggen voor deze commissie en zij die zulke schendingen hadden gepleegd konden strafvervolging voorkomen door voor deze commissie ondervraagd te worden en te getuigen en amnestie te vragen (van civiele en criminele vervolging).

### 21e eeuw
Zuid-Afrika bleef een republiek in transformatie. Het is nog steeds een land met zeer grote tegenstellingen tussen arm en rijk. Anders dan tijdens de apartheid behoorden begin 21e eeuw ook zwarten tot de rijke klasse, de zwarte nouveaux riches hebben vaak banden met het Afrikaans Nationaal Congres (ANC). Deze voormalige linkse strijders die zich ontpoppen als kapitalist worden in Zuid-Afrika spottend 'yummies' genoemd, wat staat voor 'young upwardly mobile marxists'. Terwijl een kleine groep toetreedt tot de nieuwe multiraciale bovenlaag, groeit de werkloosheid onder de rest van de bevolking. In 1995, toen de 'regenboognatie' de overgang maakte naar een multiraciale democratie, was 16 procent van de beroepsbevolking werkloos. In 2006 was het officiële werkloosheidscijfer gestegen tot 30 procent, de werkelijke werkloosheid werd in 2006 op meer dan 40% geschat.
Bovendien heeft het land het hoogste percentage hiv-besmetten van de wereld. Volgens de vele critici in het land zelf en in de wereld is het vooral aan het falende regeringsbeleid toe te schrijven dat de aidsepidemie zo ver uit de hand kon lopen. In bepaalde regio's van het land is het etnische geweld en de bendecriminaliteit in de laatste tien jaar sterk toegenomen, waarbij Afrikaners (Boeren) en andere blanke en relatief rijkere groepen het doelwit vormen.
Zuid-Afrika zakte in de index van de menselijke ontwikkeling van een 85e (ten tijde van de verkiezing van het ANC in de jaren negentig) naar de 120e plaats in 2006 en naar de 125e in 2008. Deze index van de Verenigde Naties bevat 177 landen over de gehele wereld.
Bij de verkiezingen van 29 mei 2024 verloor het ANC voor het eerst haar absolute meerderheid, zodat een coalitieregering onvermijdelijk werd.
In 2025 kwam de nieuwe onteigeningswet het land op zware kritiek van de Verenigde Staten te staan. Het land stelt dat de Zuid-Afrikaanse regering de etnische minderheid van Afrikaners schaamteloos discrimineert en dat de wet de Zuid-Afrikaanse overheid toestaat om landbouwgrond in beslag te nemen zonder compensatie.

## Geografie

### Algemene gegevens

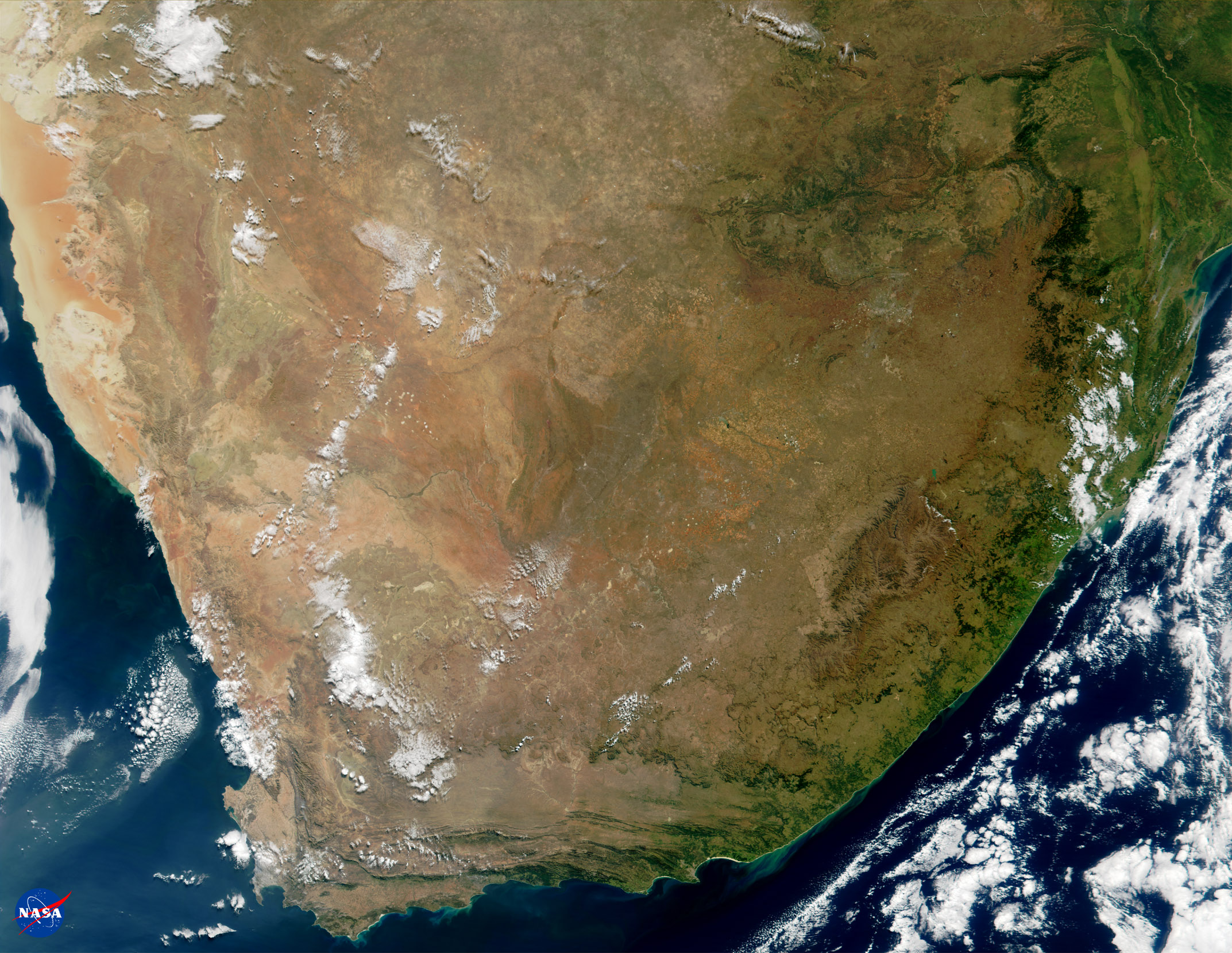
Satellietfoto van Zuid-Afrika

Zuid-Afrika ligt in het zuiden van het continent Afrika. Het heeft, inclusief de Prins Edward-eilanden, een oppervlakte van 1.219.912 km². Het land grenst, met de klok mee aan Namibië, Botswana, Zimbabwe, Mozambique en Swaziland; Lesotho is een enclave binnen Zuid-Afrika. Voorts heeft Zuid-Afrika een uitgestrekte kustlijn van ongeveer 2800 km aan de Indische en Atlantische Oceaan. Aan de kust liggen Kaap Agulhas, het zuidelijkste punt van Afrika, en Kaap de Goede Hoop.
Het landschap van Zuid-Afrika wordt gekenmerkt door hoogvlaktes in het binnenland, langs de rand ruige heuvels en een smalle kustvlakte. In het oosten liggen de Drakensbergen, met toppen als de Njesuthi (3408 m) en Mafadi (3450 m), het hoogste punt van het land.
Zuid-Afrika kent een groot aantal natuurlijke rijkdommen: goud, chroom, antimoon, steenkool, ijzererts, mangaan, nikkel, fosfaten, tin, uranium, diamanten, platina, koper, vanadium, zout en aardgas.

### Bestuurlijke indeling
Zuid-Afrika bestond na afloop van de Tweede Wereldoorlog uit vijf provincies. Na de Zuid-Afrikaanse grensoorlog werd Zuidwest-Afrika (thans Namibië) onafhankelijk en bleven nog vier provincies over. Tot 1994 bestond Zuid-Afrika uit slechts vier provincies: Transvaal, Vrijstaat, Natal en de Kaapprovincie. Sinds de totstandkoming van het democratische Zuid-Afrika in 1994, is het land verdeeld in negen provincies:
|   | Provincie       | Hoofdstad        | Opp. (km²) | Inw. (2013) | Kaart |
| - | --------------- | ---------------- | ---------- | ----------- | ----- |
| 1 | West-Kaap       | Kaapstad         | 129.370    | 6.016.900   |       |
| 2 | Noord-Kaap      | Kimberley        | 361.830    | 1.162.900   |       |
| 3 | Oost-Kaap       | Bhisho           | 169.580    | 6.620.100   |       |
| 4 | KwaZoeloe-Natal | Pietermaritzburg | 92.100     | 10.456.900  |       |
| 5 | Vrijstaat       | Bloemfontein     | 129.480    | 2.753.200   |       |
| 6 | Noordwest       | Mafikeng         | 116.320    | 3.597.600   |       |
| 7 | Gauteng         | Johannesburg     | 17.010     | 12.728.400  |       |
| 8 | Mpumalanga      | Nelspruit        | 79.490     | 4.128.000   |       |
| 9 | Limpopo         | Polokwane        | 123.910    | 5.518.000   |       |

Ook voor 1994 waren er al delen van voornamelijk de provincie Transvaal en de Kaapprovincie, die voor bijvoorbeeld sportdoeleinden waren opgedeeld en overeenkomen met de nieuwe provincies.
- Gauteng was bekend als Zuid-Transvaal (ook wel PWV gebied = Pretoria, Witwatersrand, Vaaldriehoek (soms ook Vereeniging genoemd)).
- Limpopo was Noord-Transvaal (direct na de formatie ook Northern Province genoemd).
- Noordwest was West-Transvaal, en
- Mpumalanga was Oost-Transvaal
- Ook in de Kaapprovincie, bestond Noord-, Oost- en Noordwest- Kaap reeds als sportgebied.

### Steden
De drie hoofdsteden van Zuid-Afrika zijn:
- Pretoria (bestuurlijke macht)
- Kaapstad (wetgevende macht)
- Bloemfontein (rechterlijke macht)

Andere (bekende) plaatsen in Zuid-Afrika zijn:
- Durban, belangrijkste havenstad in Zuid-Afrika
- Johannesburg, belangrijkste economische stad
- Kimberley, mijnbouw, onder andere diamanten
- Nelspruit, landbouw
- Pietermaritzburg, hoofdstad van de provincie KwaZoeloe-Natal
- Pietersburg,[16] ook Polokwane.
- Port Elizabeth, havenstad
- Soweto, grootste township dicht bij Johannesburg
- Ulundi

Zie ook
- Lijst van Zuid-Afrikaanse steden
- Lijst van grote Zuid-Afrikaanse steden
- Lijst van gemeenten in Zuid-Afrika

### Klimaat

Klimaatkaart van Zuid-Afrika
woestijnklimaat
steppeklimaat
subtropisch klimaat, droge zomers
subtropisch klimaat, hele jaar regen
gematigd klimaat met zomerregen
gematigd klimaat (koel)

Het klimaat in Zuid-Afrika is grotendeels halfwoestijn, subtropisch langs de kust. Overdag zonnig, 's nachts koel. Januari is de warmste maand en juli de koudste.
Het klimaat wordt bepaald door de hoogte, afstand tot de zee, de heersende winden (de luchtstromingen), de richting van de bergreeksen en de zeestromen.
Over het algemeen heeft het land een warm gematigd klimaat met weinig neerslag en veel zon. Doordat een groot deel van Zuid-Afrika op een hoog plateau van 1000 tot 2000 meter boven de zeespiegel ligt, kent het veel verschillen tussen de gemiddelde temperaturen in zuid en noord.
De luchtstromingen veroorzaken ook grote temperatuurverschillen. Aan de oostkust heerst de Agulhasstroom. Deze is vochtig en stroomt tussen de Drakensbergen en Natal. Aan de westkust stroomt de koude Benguelastroom. Door deze stromen bestaat er een verschil in jaartemperatuur van wel 6 graden tussen Port Nolloth in het westen en Durban in het oosten. Dit terwijl beide wel op dezelfde breedtegraad liggen, 30° Z.B. In Durban valt 1000 mm neerslag per jaar en in Port Nolloth maar 100 mm.
Zuid-Afrika is een droog land, kent hoge temperaturen en lage luchtvochtigheid in de winter en dus hierdoor een hoge verdamping. Dit leidt tot een tekort aan zoet water. Er zijn in Zuid-Afrika maar vijf meren en weinig rivieren. De inwoners verbruiken meer water dan er is. Ook wordt er van het weinige beschikbare water veel vervuild door de landbouw en steden. Dit zou kunnen worden voorkomen door het beschikbare water beter te verdelen, bijvoorbeeld door het toepassen van druppelirrigatie in de landbouw. De onveiligheid ontmoedigt echter veel van dat soort initiatieven.
Hieronder staan de klimaattypen van de verschillende regio's. De zomer kent geen extreem hoge temperaturen en de winter geen extreem lage temperaturen. Ook ziet men dat er bijna overal neerslag valt in de zomer. Volgens het systeem van Köppen is 28% van Zuid-Afrika humide. Er valt daar 600 – 1000 mm neerslag per jaar. 49% is subaride, daar valt 200 – 600 mm neerslag per jaar. De overige 23% is woestijnachtig, hier valt minder dan 200 mm neerslag per jaar.
De klimaattypen in Zuid-Afrika:
- Het subtropisch binnenland, het zogenaamde Bosveld en Lageveld. De maximale zomertemperatuur is 30 °C en de minimum wintertemperatuur blijft boven het vriespunt. De regenval bedraagt 1000 mm in het oosten en tot 500 mm in het noordwestelijke deel. De vegetatie bestaat uit savanne in het westen en subtropisch bos met palmen in het oosten.
- De gematigde binnenlandse regio. Hiermee bedoelt men het zogenaamde Hogeveld. Dit ligt op een hoogte van 1500 meter. In de zomer kan het wel 30 °C worden en in de winter kan het er soms vriezen. De neerslag is tussen de 800 en 500 mm per jaar. De vegetatie in deze regio is savanne en steppe.
- De subtropische oostkustregio. Hier spreekt men over de kustvlakte van Mozambique tot Port Elisabeth. Hier is het in de Afrikaanse zomers [op het noordelijk halfrond dan winter] heet en heerst er een vochtig klimaat. In de Zuid-Afrikaanse winter is het warm en erg droog. De neerslag is 1000 tot 700 mm per jaar.
- De vierde klimaatzone is de Zuidelijke Kaap. In deze zone liggen de steden George en Knysna. Hier stroomt ook de Agulhasstroom. Deze regio ontvangt hierdoor het gehele jaar door regen. De neerslag bedraagt hierdoor minimaal 1000 mm gemiddeld per jaar. In de zuidelijke kaap kent men warme zomers en milde winters. Door de vele neerslag kent met hier veel bossen.
- De semi-aride regio. Dit gedeelte van het binnenland kent hete zomers en koude winters. En ook warme dagen en koude winters, wat men in woestijnen ook ziet. Er valt regen in de zomer, niet veel, en gemiddelde neerslag is ongeveer minder dan 500 mm per jaar. De vegetatie die men hier tegenkomt is voornamelijk steppe.
- Verder kent Zuid-Afrika nog de aride regio in het westen van het land. Hier is de verdamping groter dan de neerslag. De neerslag is minder dan 125 mm gemiddeld per jaar. Ook hier kent men hete zomers en koude winters.
- De laatste regio is het winterregen-gebied in de Zuidwestkaap, hier valt de meeste neerslag in de Zuid-Afrikaanse winter. In deze tijd van het jaar heeft het gebied minder zonne-uren en daarom ook minder verdamping. In deze natte winters is de temperatuur gemiddeld 12 °C en in de droge zomers ligt de temperatuur rond de 28 °C. In dit klimaat komen veel bijzondere planten voor. Deze soorten vormen een eigen florarijk van het plantenrijk die capensis genoemd wordt. Er komen op dit kleine oppervlakte van het aardoppervlak (namelijk 0,04% van het totaal) van de 8500 soorten planten, 6000 nergens anders voor. Er valt hier 250 tot 3000 mm neerslag per jaar. Door professionele irrigatie kunnen hier heel goed wijnstokken groeien en het is een befaamde wijnstreek.

### Flora en fauna

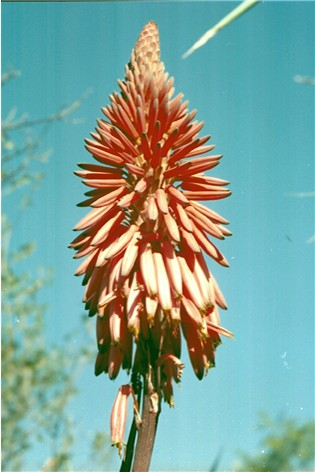
Winterbloem: aloë

Zuid-Afrika heeft met meer dan 20.000 verschillende soorten planten, zo'n 10% van alle bekende plantensoorten op Aarde, een bijzonder grote biodiversiteit.
Zuid-Afrika's meest voorkomende bioom is grasland, vooral op het Hogeveld, waar de plantengroei overheerst wordt door verschillende grassen, lage struiken en doornenbomen, vooral kamelendoorn en witdoorn. De vegetatie wordt zelfs nog dunner in het noordwesten ten gevolge van de lage regenval. Er zijn verschillende succulenten die water bewaren zoals aloë's en nabomen in het erg warme en droge Namakwaland.
De gras- en doornensavanne verandert langzaam in bosveld in het noordoosten van het land, met dichtere plantengroei. Er is ook een beduidende hoeveelheid Afrikaanse baobabs in dit gebied, nabij de noordelijke punt van het Krugerpark. Het Krugerpark is een van de bekendste wildparken van Zuid-Afrika en het continent. Enkele andere grote en bekende parken en reservaten in Zuid-Afrika zijn het Agulhaspark, het Augrabiespark, het Karoopark, Rietvlei Nature Reserve, en Natuurreservaat Mpofu.
Ook aan fauna is Zuid-Afrika rijk. De Grote Vijf is de naam voor de vijf grootste dieren die men graag voor de camera heeft: de olifant, de leeuw, de buffel, de luipaard en de neushoorn. De Grote Vijf is van oorsprong de benaming van de vijf diersoorten die het gevaarlijkst waren om op te jagen. De benaming is dus uit de jacht afkomstig, maar wordt nog steeds in de toeristensector veel gebruikt als de diersoorten die graag gezien worden.
Naast de Grote Vijf herbergt het land nog een grote rijkdom aan dieren, waaronder twee soorten gnoes, impala, giraffe, nijlpaard en gevlekte hyena. Enkele diersoorten zijn endemisch voor Zuid-Afrika, wat betekent dat ze nergens anders ter wereld voorkomen. Een voorbeeld is de met uitsterven bedreigde hottentothaas, die enkel in de Karoo voorkomt.

## Demografie

### Bevolkingssamenstelling

Bevolkingsdichtheid

Volgens de laatste volkstelling had Zuid-Afrika 51.770.560 (2011) inwoners. Volgens de laatste schatting uit 2018 had het land bijna 57 miljoen inwoners. De levensverwachting is 54,2 jaar.
Zuid-Afrika is een multi-etnisch en multicultureel land. Het heeft de grootste van oorsprong Europese en Indiase bevolking van Afrika. Bij de volkstelling van 2011 was 79% van de bevolking zwart, 9% blank, 9% kleurling en 3% was Indiaas of Aziatisch.
De zwarte bevolking vormt niet een eenheid, maar is onder te verdelen in negen etnische groepen. De Zoeloes vormen met 10 tot 12 miljoen mensen de grootste bevolkingsgroep, de Xhosa en Swazi volgen met respectievelijk 8 en 1 miljoen. Etnische minderheden zijn de Noord- en Zuid-Sotho, Venda, Tswana, Shangaan, Noord- en Zuid-Ndebele. Deze negen bevolkingsgroepen behoren tot de Bantoevolken. Ze worden gerekend tot de inheemse bewoners van Zuid-Afrika, maar stammen niet af van de oorspronkelijke bewoners van het land: de Khoisan.
Ook de blanke bevolking bestaat uit verschillende groepen, waarvan de Afrikaners (afstammelingen van de Nederlandse, Franse en Duitse kolonisten) de grootste vormen: zo’n 58% van de 5,2 miljoen blanke bewoners. Ongeveer 38% van de blanke bevolking bestaan uit afstammelingen van de Britse kolonisten. Overige blanke bewoners zijn immigranten die vanaf de negentiende eeuw vanuit Europa naar Zuid-Afrika emigreerden.
Ten slotte duidt de term ‘kleurling’ op bewoners met een gemengde (Afrikaanse en Europese) afkomst en bestaan de Aziatische Zuid-Afrikanen voornamelijk uit Indiërs en Chinezen. Ook de oorspronkelijke bevolking zoals de Khoikhoi en de San en de ermee verwante Griekwa worden als kleurlingen omschreven.

### Taal
In Zuid-Afrika worden veel verschillende talen gesproken. Twaalf daarvan zijn officieel. Na India heeft Zuid-Afrika daarmee de meeste officiële talen ter wereld. In de grondwet van Zuid-Afrika staat ook dat het Khoi, San en Nama worden bevorderd, maar deze talen zijn niet officieel. Andere niet-officiële talen zijn het Duits, Portugees, Frans, Fanagalo, Lobedu, Noord-Ndebele en Phuthi. De verdeling over de officiële talen was in 2011 als volgt: Zoeloe 22%, Xhosa 16%, Afrikaans 13%, Noord-Sotho 9%, Engels 9%, Tswana 8%, Zuid-Sotho 7%, Tsonga 4%, Swazi 3%, Venda 2%, Zuid-Ndebele 2%.
De lingua franca, onder andere in het onderwijs, de media, de bedrijfswereld en overheidsinstellingen, is het Engels dat hierbij sinds het einde van de apartheid de rol van het Afrikaans overgenomen heeft.
Van de bevolking boven de 15 jaar kan 86,4% lezen en schrijven. Van de mannen is dat 87% en van de vrouwen 85,7%. (Schatting 2003)
Het Afrikaans heeft zich uit het Nederlands ontwikkeld en is er nauw aan verwant. Het Nederlands was van 1910 tot 1984 een van de officiële talen van Zuid-Afrika.

### Religie
Zuid-Afrika kent een levendige religieuze beleving. Zelfs in de kleinste dorpen werden er door de verschillende geloofsovertuigingen meerdere kerken gebouwd. Volgens de laatste Zuid-Afrikaanse volkstelling van 2001 was 79,7% van de bevolking christen. Hiervan hoorden 11,1% bij de Zion Christian Church, 8,2% bij Pinkstergemeente, 7,1% bij de Rooms-Katholieke Kerk, 6,8% bij de Methodistenkerk, 6,7% bij de Nederduitse Gereformeerde Kerk, 3,8% bij de Anglicaanse Kerk van Zuidelijk Afrika en hoorden 36% bij andere christelijke kerken. De meeste blanke Afrikaners behoren van oudsher tot de calvinistisch-protestantse Nederduitse Gereformeerde Kerk. De laatste jaren stappen zij echter steeds meer over op de Afrikaanse Protestantse Kerk (APK).
1,5% van de bevolking hing de islam aan en 1,3% het hindoeïsme. 15,1% van de Zuid-Afrikanen was niet-gelovig, 2,3% had een ander geloof en 1,4% was het niet duidelijk. Veel mensen combineren het christendom met een natuurgodsdienst.

### Misdaad

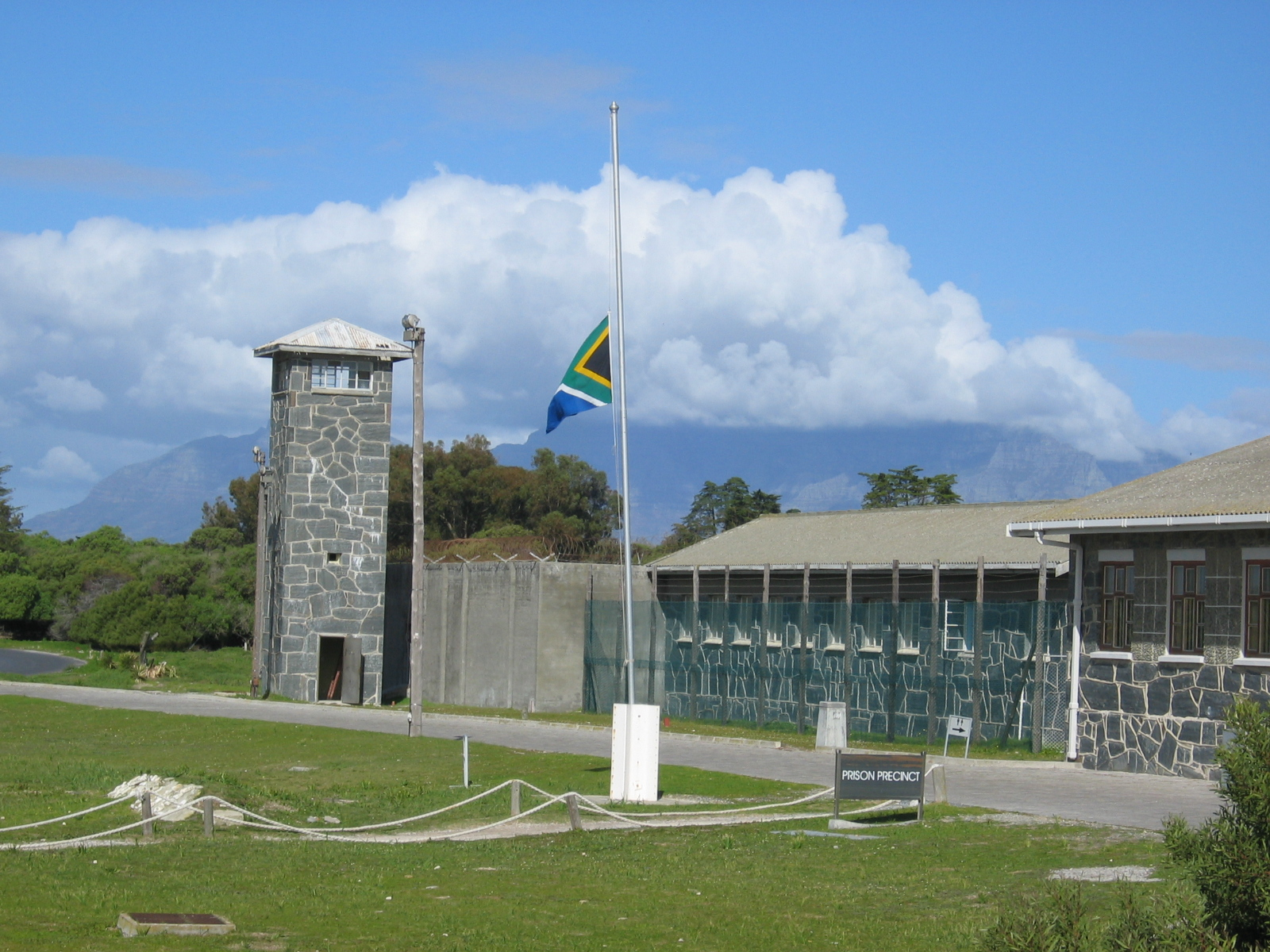
Gevangenisgebouwen op Robbeneiland

Naast de aidsepidemie wordt misdaad in Zuid-Afrika sinds het einde van de apartheid als een nationale crisis beschouwd. Zuid-Afrika is een van vijf landen wereldwijd waar georganiseerde misdaad een negatief effect op de economie heeft en hoge extra kosten veroorzaakt. Volgens een onderzoek uit 1997 van de Duitse Handelskamer heeft bijna 15 procent van de ondernemingen die deelnamen aan het onderzoek nieuwe investeringen gestaakt wegens de hoge misdaadcijfers.
In 1995 waren de moordcijfers in Zuid-Afrika de hoogste ter wereld - er werden gemiddeld twee mensen per uur vermoord. De provincies Gauteng en West-Kaap worden het meest geraakt, Johannesburg werd zelfs de moordhoofdstad van de wereld genoemd. In een onderzoek van de Verenigde Naties, uitgevoerd tussen 1998-2000, stond Zuid-Afrika op de tweede plaats voor moord en beroving en op de eerste voor verkrachting. De hoge criminaliteit zorgt ervoor dat de hogere- en middenklasse wegtrekt uit de steden en gaat wonen in afgesloten wijken in de buitenwijken, hierdoor worden de steden steeds explosiever. Deze trend is aanwezig in elke stad in Zuid-Afrika, maar het sterkst in Johannesburg. De onveiligheid zorgt er ook voor dat veel mensen helemaal wegtrekken uit Zuid-Afrika om hun heil te zoeken in Amerika, Europa, Canada, Nieuw-Zeeland en Australië. Ook buiten de grote steden is het niet veilig, sinds de jaren 90 worden er veel boerderijen en buitenplaatsen overvallen. De slachtoffers zijn vooral blanke boeren met hun vrouwen en kinderen. Van 1994 tot 2008 verloren rond de 3.000 blanken het leven tijdens zulke plaasmoorde.
In 2008 stond Zuid-Afrika op de tweede plaats als gekeken wordt naar moordcijfers, 22.000 in totaal of 60 moorden per dag, direct na Colombia. In 2022-23 dit zeer licht gedaald naar 45 moorden per 100.000 inwoners (2008: 50)  Het aantal geregistreerde verkrachtingen is ruim 50.000, daarmee staat Zuid-Afrika wereldwijd op de tweede plaats na de Verenigde Staten. Het totale aantal geregistreerde misdrijven in 2008 bedroeg 2.683.849.
Handel in verdovende middelen viert sedert het einde van de apartheid eveneens hoogtij in het land. Kaapstad dient nu naast Lagos in Nigeria als een van de Zuid-Amerikaanse en Aziatische hoofdinvoerhavens van kartels voor verdovende middelen in Afrika. Zuid-Afrika is een van de belangrijkste landen voor de internationale handel in verdovende middelen en is ook de grootste producent van hasj geworden. Er is daar reeds in 1994 hasj ter waarde van 45 miljard rand op 83.000 hectare verbouwd.

## Economie
Zuid-Afrika is een ontwikkelingsland met een naar wereldmaatstaven gemiddeld inkomen en een grote hoeveelheid bodemschatten. De financiële, juridische, communicatie-, energie- en transportsectoren zijn goed ontwikkeld. Al in 1921 werd de Zuid-Afrikaanse Reservebank opgericht door de regering van de Unie van Zuid-Afrika, de Zuid-Afrikaanse effectenbeurs behoort tot de 10 grootste van de wereld, en ook de infrastructuur van het land is goed ontwikkeld. Sinda 2020 is Zuid-Afrika na Nigeria de grootste economie van het continent, na decennia lang deze lijst te hebben aangevoerd.
De werkloosheid is met 29% echter onverminderd hoog, en vooral onder de jeugd is dit een nog veel groter probleem. De economische problemen uit de tijd van de apartheid, armoede en gebrek aan economische macht van zwakkere bevolkingsgroepen, zijn nog steeds niet opgelost. Verder zijn criminaliteit, corruptie en aids grote problemen.
Nergens anders in de wereld is het verschil in inkomen of vermogen zo groot. Het land heeft de hoogste Gini-coëfficiënt van de wereld, in 2015 was dit 65.  Een waarde van 0 staat voor absolute gelijkheid en 100 voor absolute ongelijkheid.
Onderstaande data zijn schattingen uit 2022, tenzij anders aangegeven:
- Bruto binnenlands product (BBP) (Koopkrachtpariteit of PPP): US$ 807 miljard
- Groei van het BBP: 1,9%
- BBP per inwoner: US$ 13.500 (in dollars van 2017)
- Verdeling BBP over sectoren: landbouw 3%, industrie 30%, diensten 67% (2017)
- Inflatie: 7%
- Beroepsbevolking: 24,4 miljoen personen
- Werkloosheid: 29%, jeugd: 64% (2021)
- Bevolking dat leeft onder de armoedegrens: 55% (2014)
- Staatsbegroting (schatting fiscaal jaar 1 april - 31 maart 2021):
  - inkomsten: US$ 84,2 miljard
  - uitgaven: US$ 121,1 miljard
- Industrieën: mijnbouw ('s werelds grootste producent van platina, goud en chroom), automobielen, metaal, machines, textiel, ijzer en staal, chemicaliën, voedingsmiddelen
- Groei industriële productie: −2,5%
- Elektriciteitsproductie: 232 miljard kWh (2019)
- Elektriciteitsbronnen (capaciteit): 62,7 miljard kW, waarvan fossiele brandstoffen 88%, kernenergie 5,2% en waterkracht 2,5% (2020)
- Elektriciteitsgebruik: 202,3 miljard kWh (2019)
- Elektriciteitsexport: 14,5 miljard kWh (2019)
- Elektriciteitsimport: 7,8 miljard kWh (2019)
- Export: US$ 136 miljard
- Exportproducten: goud, diamant, metalen en mineralen, voertuigen
- Exportpartners: Volksrepubliek China, Verenigde Staten, India, Japan
- Import: US$ 128 miljard
- Importproducten: voertuigen en -onderdelen, ruwe aardolie en aardolieproducten
- Importpartners: Volksrepubliek China, Duitsland, India, Verenigde Staten, Saoedi-Arabië
- Munteenheid: 1 Rand (R) = 100 cent (€ 0,051, mei 2024)
- Wisselkoers: 1 EUR = 20 ZAR (mei 2024)

### Energievoorziening
De belangrijkste bron van energie is steenkool, bijna 70% van de gehele energiebehoefte wordt hiermee gedekt. Verder speelt aardolie met 18% nog een rol. Het land beschikt over veel kolenmijnen en is zelfvoorzienend, per saldo is het land een netto exporteur van energie. Elektriciteit wordt bijna uitsluitend geproduceerd op basis van steenkolen, deze brandstof heeft een aandeel van 90%. Verder beschikt het land over twee kernenergiecentrales, goed voor zo'n 2% van de productie, en een zeer bescheiden aandeel duurzame energie. Door de hoge inzet van kolen was de uitstoot van koolstofdioxide 392 megaton in 2021. Zuid-Afrika was hiermee de grootste emittent in Afrika en stond wereldwijd op plaats 14. Per hoofd van de bevolking was de uitstoot 6,6 ton CO2, hoger dan het wereldgemiddelde van 4,3 ton.

### Landbouw
Het gunstige klimaat en de vruchtbare bodem maken dat Zuid-Afrika een comparatief voordeel in de landbouwsector heeft. De Zuid-Afrikaanse landbouwsector draagt gemiddeld 3 tot 4 procent bij aan het bruto binnenlands product (BBP) en samen met de agro-industrie zelfs 14 tot 20 procent. In 2003 was de totale brutowaarde van de Zuid-Afrikaanse landbouwsector bijna 69 miljard rand (8,6 miljard euro). De sector voorziet in vrijwel de gehele lokale behoefte aan voedings- en genotmiddelen.

### Visserij
Zuid-Afrika heeft een van de grootste visindustrieën in Afrika. Visserij speelt geen grote rol in de Zuid-Afrikaanse economie, ondanks het feit dat het land een kustlijn heeft van meer dan 3000 kilometer lengte. De Zuid-Afrikaanse visserijsector bevindt zich sinds het eind van de jaren zestig in een neergaande spiraal. Bedroeg de visvangst eind jaren zestig nog bijna twee miljoen ton, nu wordt er jaarlijks tussen de 500.000 tot 600.000 ton (inclusief schaal- en weekdieren) aan land gebracht. Deze hoeveelheden blijven de laatste jaren vrijwel gelijk. De belangrijkste oorzaken voor het verval zijn de overbevissing van de Zuid-Afrikaanse visgronden en de uitbreiding van de territoriale zone tot 200 mijl.

### Armoede
Volgens het Ontwikkelingsprogramma van de Verenigde Naties leeft in Zuid-Afrika 20,5% van de bevolking van minder dan 1,25 Amerikaanse dollar per dag en iets meer dan de helft onder de nationale armoedegrens.

### Toerisme
Toerisme is sinds het einde van de 20e eeuw uitgegroeid tot een zeer belangrijke economische factor in Zuid-Afrika. In 2005 werd het aandeel van het toerisme van het bruto binnenlands product op meer dan 7% geschat. Grote attracties in het land zijn onder andere:
- Het Kruger Nationaal Park
- Kaapstad met de Tafelberg en Kaap de Goede Hoop
- De Kaapse wijnlanden bij Stellenbosch, Franschhoek en Paarl
- Johannesburg en Witwatersrand
- De Tuinroute
- Zandstranden aan de Indische Oceaan bij Durban
- De Drakensbergen
- De Blyderivierspoort
- Sun City met in de buurt het Pilanesberg National Park

## Cultuur

### Bezienswaardigheden

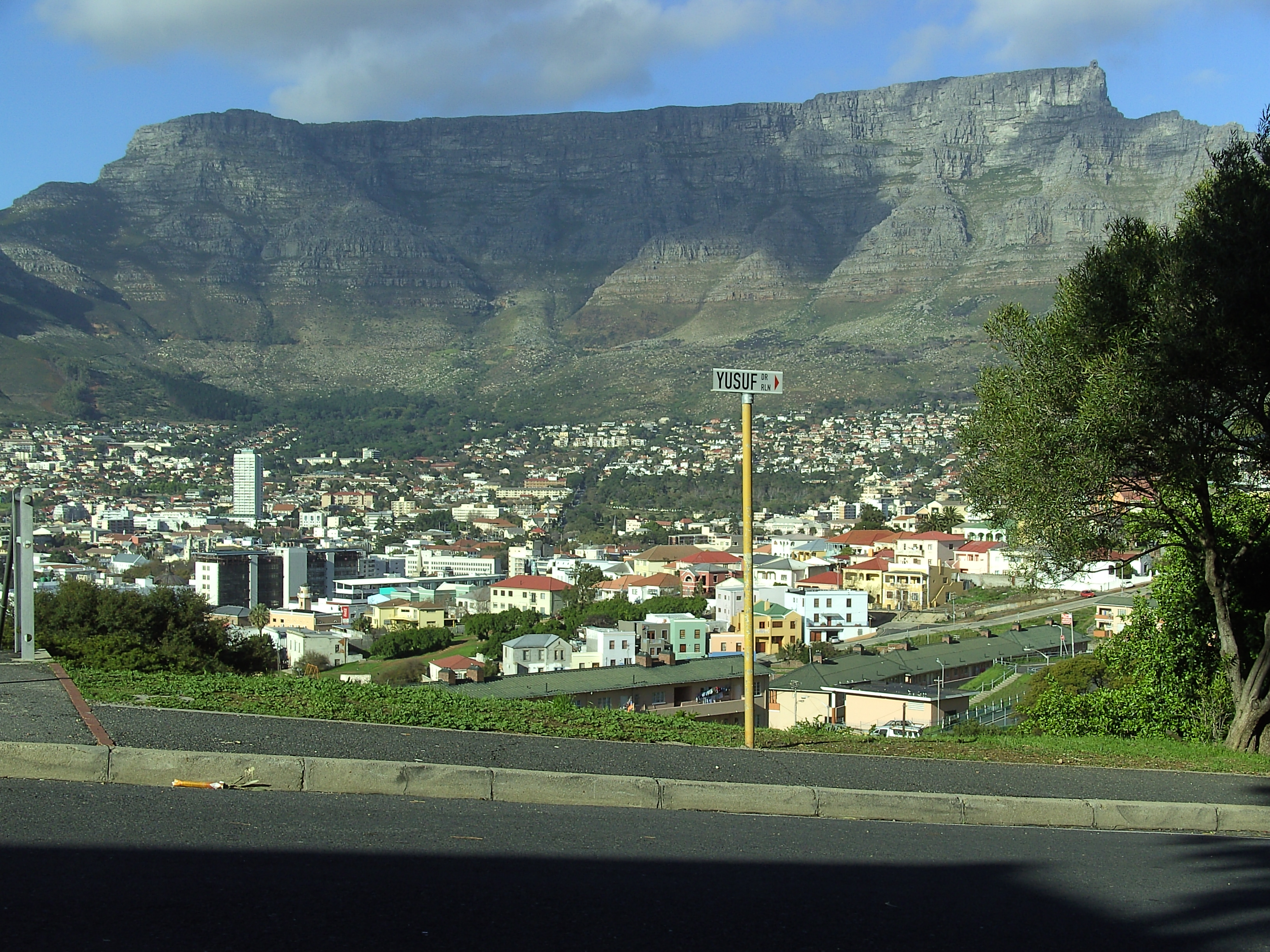
Tafelberg gezien vanaf Kaapstad

- Tafelberg
- Kaap de Goede Hoop
- Robbeneiland
- Nationaal park Kruger

### Feestdagen
- Nieuwjaarsdag 1 januari
- Mensenrechtendag 21 maart
- Goede Vrijdag afwisselende datum in april
- Paasmaandag april (wisselende datum)
- Vrijheidsdag 27 april
- Dag van de arbeid 1 mei
- Jeugddag 16 juni
- Nationale vrouwendag 9 augustus
- Erfenisdag 24 september
- Verzoeningsdag 16 december
- Eerste kerstdag 25 december
- Tweede kerstdag 26 december

### Eten en drinken

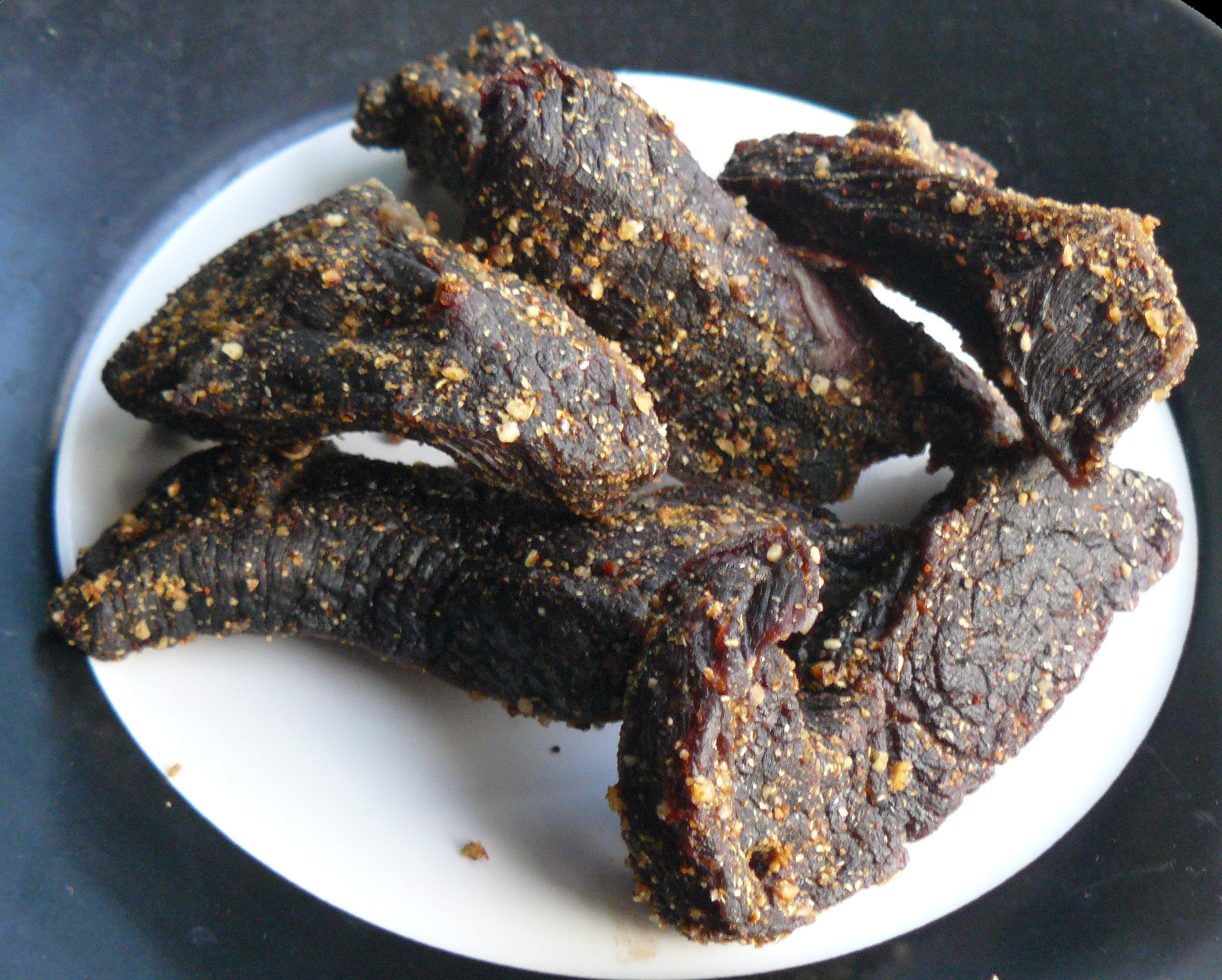
Biltong, gedroogde reepjes vlees, is typisch Zuid-Afrikaans

De keuken van Zuid-Afrika wordt gekenmerkt door het grote aantal invloeden van Afrikaanse, Europese en Aziatische culturen. Enerzijds gaat de Zuid-Afrikaanse keuken terug op de kookkunsten van de inheemse volkeren van Zuid-Afrika zoals de Khoisan, de Xhosa, Zoeloes en de Sotho. Anderzijds hebben de verschillende keukens van de kolonisten en immigranten, maar ook van de slaven en bedienden, een grote invloed gehad op de Zuid-Afrikaanse keuken. De Zuid-Afrikanen staan bekend om hun voorliefde voor de barbecue (braai in het Afrikaans). Vlees neemt een prominente positie in in de Zuid-Afrikaanse keuken.
Typisch Zuid-Afrikaanse gerechten en voedingsmiddelen zijn biltong, melktert, bobotie, rooibosthee en verschillende soorten stoofpotjes (potjies in het Afrikaans).
Zuid-Afrika is bovendien een belangrijk wijnproducerend land. De wijnbouw kent er sinds het einde van de apartheid een heel grote bloei.

### Sport
De belangrijkste sporten in Zuid-Afrika zijn voetbal, rugby, cricket en boksen. Beroemde sporters uit het land zijn onder andere Jacques Kallis (een van de beste allrounders in cricket), Makhaya Ntini, Jody Scheckter (wereldkampioen Formule 1 in 1979), olympische zwemkampioenen Roland Mark Schoeman en Ryk Neethling, golfers Gary Player en Ernie Els, wielrenner Robert Hunter en de voetballers Steven Pienaar, Matthew Booth en Benedict McCarthy.
In de jaren van het apartheidsregime werd Zuid-Afrika geboycot, waardoor het aan vele belangrijke sportevenementen niet kon meedoen. Van grote symbolische waarde was het Wereldkampioenschap rugby 1995. In eigen land werd het Zuid-Afrikaans rugbyteam wereldkampioen, en de beelden van president Nelson Mandela, die, gekleed in het shirt van het nationale team, de Webb Ellis Cup overhandigde aan aanvoerder Francois Pienaar, staan in het collectieve geheugen gegrift. Ook in 2007, 2019 en 2023 werd Zuid-Afrika wereldkampioen rugby.
In 2010 vond het WK voetbal plaats in Zuid-Afrika. De openingswedstrijd en finale werden gespeeld in Soccer City, het grootste stadion van het land. Ook vond in 2010 het WK BMX plaats in Pietermaritzburg.

### Media
Een land als Zuid-Afrika waar veel verschillende talen gesproken worden, telt een groot aantal radiostations.
- South African Broadcasting Corporation, de staatsomroep, verantwoordelijk voor de kanalen SABC 1, SABC 2 en SABC3. De programmatie op SABC 1 is volledig in het Engels. Op SABC 2 en 3 wordt voor de belangrijkste andere talen, zoals het Zoeloe, Afrikaans en Xhosa, programmatie voorzien zoals nieuws en soapafleveringen. De Afrikaanstalige soapserie 7de Laan (Sewende laan) is hier een voorbeeld van.
- M-Net
- DStv Satelliet-tv
- kykNET Satelliet-tv
- ASTV Afrikaanse Satelliet Televisie
- e.TV
- Wild Coast FM

Grote Afrikaanstalige dagbladen zijn Beeld, Die Burger, Die Son en het Volksblad.
Belangrijk in de distributie van Afrikaanse film is Film Resource Unit die daarnaast ook maatschappelijke functies op zich neemt als de vertoning van films in afgelegen gebieden en het geven van filmopleiding en de organisatie van filmfestivals.

## Verkeer en vervoer
- Spoorwegen (1995)
  - totaal: 21.431 kilometer
    - waarvan 20995 km met een spoorwijdte van 1067 mm (kaapspoor) (9087 km geëlektrificeerd).
    - tot 2011 waren er ook lijnen op nog smaller spoor van 610 mm (het zogenaamde tweevoetsspoor).
    - sinds 2010 bestaat de Gautrain-lijn, op 1435 mm (normaalspoor), sinds de voltooiing van de lijn van Johannesburg naar Pretoria in 2012 met een totale lengte van 80 km
- Wegen (schatting 1998)
  - totaal: 534.131 km
  - waarvan verhard: 63.027 km
  - waarvan snelwegen: 2032 km
- Pijplijnen
  - ruwe aardolie: 931 km
  - aardolieproducten: 1748 km
  - aardgas: 322 km
- Havens
  - Belangrijkste havens zijn Durban, Port Elizabeth, Kaapstad, Oost-Londen, Richardsbaai en Saldanha.
- Vliegvelden (schatting 1999)
  - Totaal: 744
  - Waarvan met verharde start- en landingsbanen: 143
  - Lengte > 3047 m: 9 (allen verhard)
  - Lengte 2438 – 3047 m: 4 (allen verhard)
  - Lengte 1524 – 2437 m: 79 (46 verhard)
  - Lengte 914 – 1523 m: 376 (73 verhard)
  - Lengte < 914 m: 276 (11 verhard)
  - Internationale luchthavens: OR Tambo (Johannesburg), Cape Town (Kaapstad) en King Shaka (Durban).

## Politiek en bestuur

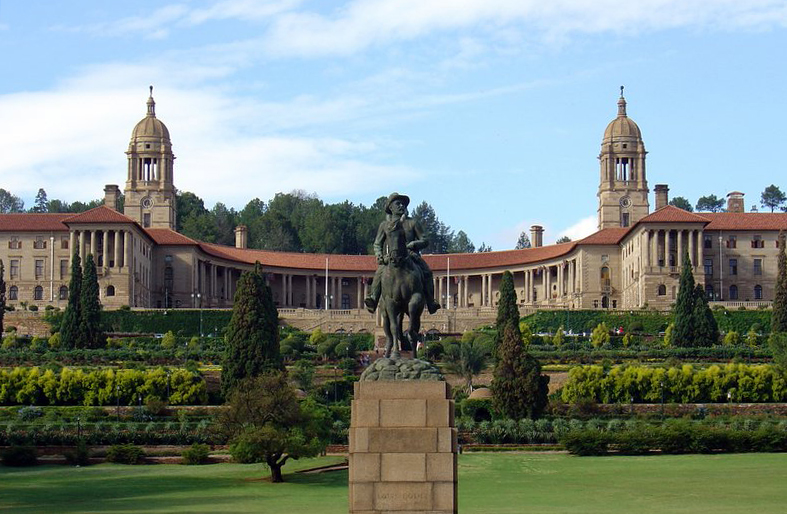
Het Uniegebouw in Pretoria, de officiële zetel van de regering

Zuid-Afrika is een federale republiek met drie hoofdsteden: Pretoria (bestuurlijke macht), Kaapstad (wetgevende macht) en Bloemfontein (rechterlijke macht). De president van Zuid-Afrika is zowel staatshoofd als regeringsleider. De president wordt voor vijf jaar door het parlement gekozen. De huidige president is Cyril Ramaphosa van het Afrikaans Nationaal Congres (ANC), die in 2018 Jacob Zuma opvolgde na een afzettingsprocedure. Hij leidde sindsdien drie kabinetten: Ramaphosa I (2018–2019), Ramaphosa II (2019–2024) en Ramaphosa III (sinds 2024).
De huidige grondwet geldt sinds de jaren 90 (geratificeerd bij het Grondwettelijk Hof op 4 december 1996, ondertekend door president Mandela op 10 december, effectief van 3 februari 1997, geïmplementeerd in fasen). Het Constitutioneel Hof in Johannesburg, het Hooggerechtshof (High Court of South Africa / Hooggeregshof van Suid-Afrika) met rechtbanken in heel Zuid-Afrika en het Hof van Beroep (Supreme Court of Appeal / Appèlhof) in Bloemfontein zijn de hoogste rechterlijke instanties. Het juridisch systeem is gebaseerd op het Romeinse rechtssysteem via het Nederlandse en Brits gewoonterecht en accepteert beslissingen van het Internationaal Gerechtshof met zekere voorbehouden.
De Zuid-Afrikaanse regering is de uitvoerende macht en wordt benoemd door de president. Ministers in de regering zijn tevens leden van het parlement. Momenteel reageert een coalitie bestaande uit het ANC, de Democratische Alliantie, de Inkatha Vrijheidspartij, Patriotic Alliance, het Vrijheidsfront Plus en verschillende kleinere partijen. Deze coalitie wordt ook wel beschouwd als een regering van nationale eenheid. Ministers van de niet-verkiesbare partijen SACP en COSATU zitten namens het ANC in het parlement.
De wetgevende macht wordt gevormd door een tweekamerparlement. De Nationale Vergadering (National Assembly / Nasionale Vergadering) telt 400 zetels. Leden worden gekozen voor vijf jaar in algemene verkiezingen onder een systeem van evenredige vertegenwoordiging. De Nationale Raad van Provincies (National Council of Provinces / Nasionale Raad van Provinsies) heeft 90 zetels: tien leden gekozen door elk van de negen provinciale raden voor een periode van vijf jaar. De Raad beschikt over speciale machten om regionale interesses te beschermen, zoals de culturele en linguïstische tradities van etnische minderheden. Sinds de verkiezingen in mei 2024 is de Nationale Raad van Provincies als volgt samengesteld: ANC (43 zetels), Democratische Alliantie (20), de Economische Vrijheidsstrijders (10), uMkhonto weSizwe (9), het Vrijheidsfront Plus (2), de Inkatha Vrijheidspartij (2), Patriotic Alliance (2), United Democratic Movement (1) en ActionSA (1).
De verkiezingsuitslagen bij de Zuid-Afrikaanse parlementsverkiezingen 2024 voor de Nationale Vergadering waren als volgt:
- 40,18% - 159 zetels - Afrikaans Nationaal Congres (ANC)
- 21,81% - 87 zetels - Democratische Alliantie (DA)
- 14,58% - 58 zetels - uMkhonto weSizwe (MK)
- 9,52% - 39 zetels - Economische Vrijheidsstrijders (EFF)
- 3,85% - 17 zetels - Inkatha Vrijheidspartij (IFP)
- 2,06% - 9 zetels - Patriotic Alliance (PA)
- 1,36% - 6 zetels - Vrijheidsfront Plus (VF+)
- 1,20% - 6 zetels - ActionSA
- 0,60% - 3 zetels - Afrika Christelijke Democratische Partij (ACDP)
- 0,49% - 3 zetels - United Democratic Movement (UDM)
- 0,42% - 2 zetels - Rise Mzansi
- 0,41% - 2 zetels - Build One South Africa (BOSA)
- 0,40% - 2 zetels - African Transformation Movement (ATM)
- 0,24% - 2 zetels - Al Jama-ah (ALJAMA)
- 0,23% - 2 zetels - National Coloured Congress (NCC)
- 0,23% - 1 zetel - Pan-Afrikaans Congres (PAC)
- 0,22% - 1 zetel - United Africans Transformation (UAT)
- 0,18% - 1 zetel - Good

Politieke pressiegroepen (met hun leiders) zijn onder meer Vereniging van Zuid-Afrikaanse Vakbonden (COSATU; Zingiswa Losi; geallieerd met het ANC), de Zuid-Afrikaanse Communistische Partij (SACP; Blade Nzimande; geallieerd met het ANC), de South African National Civics Organization (SANCO; Terence Skhumbuzo Mpanza) en Solidariteit (Flip Buys).
Zuid-Afrika is lid van een groot aantal internationale organisaties: ACP, AfDB, BIS, BRICS,  C, WCO, ECA, FAO, G-77, IAEA, IBRD, ICAO, ICC, ICFTU, ICRM, IDA, IFAD, IFC, IFRCS, IHO, ILO, IMF, IMO, Inmarsat, Intelsat, Interpol, IOC, IOM, ISO, ITU, MONUC, NAM, NSG, OAU, OPCW, PCA, SACU, SADC, UNCTAD, UNESCO, UNHCR, UNITAR, Wereldpostunie, VN, WFTU, Wereldgezondheidsorganisatie, WIPO, WMO, WTO, WTO en het Zangger Comité.

## Onderwijs

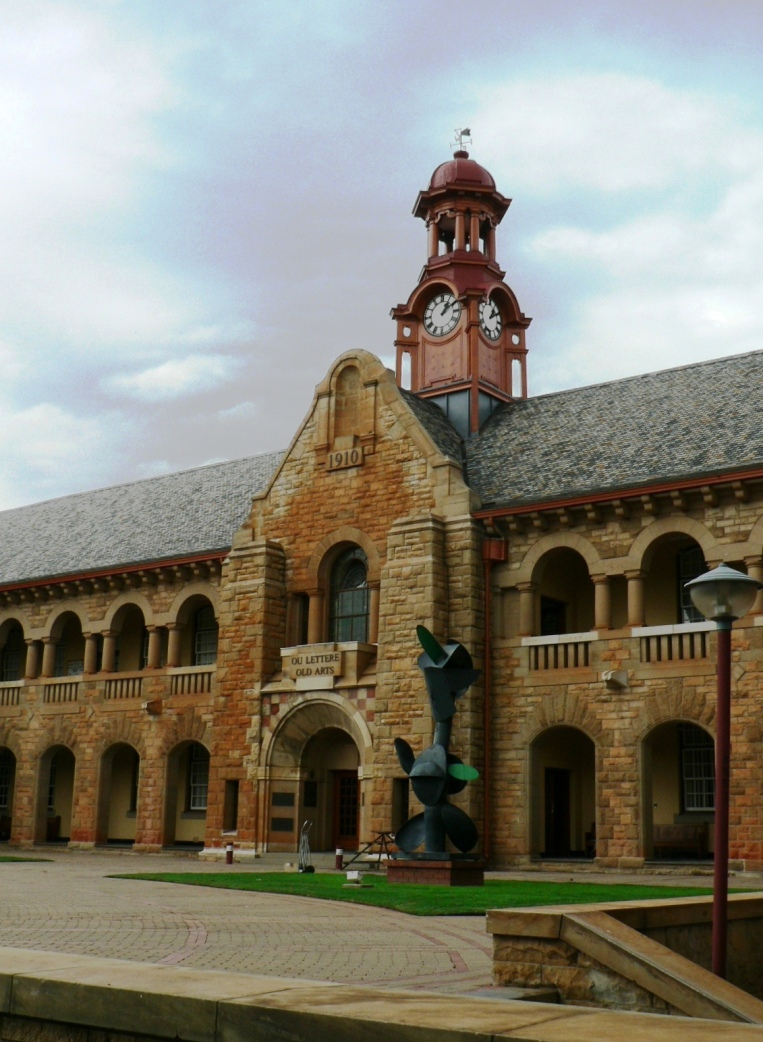
Universiteit van Pretoria

Er zijn diverse universiteiten in Zuid-Afrika zoals:
- Universiteit van Kaapstad
- Noordwest-Universiteit
- Potchefstroomse Universiteit vir Christelike Hoër Onderwys - tegenwoordig deel van Noordwest-Universiteit
- Rhodes Universiteit
- Universiteit van Fort Hare
- Universiteit van Pretoria
- Universiteit van Stellenbosch
- Universiteit van Wes-Kaapland
- Universiteit van Witwatersrand
- Universiteit van Zuid-Afrika
- Universiteit van de Vrijstaat

## Internationale relaties
- Internationale conflicten
  - Swaziland verlangt onderhandelingen over het terugkrijgen van nabijgelegen gebieden zoals de voormalige Bantoestan KaNgwane die voornamelijk door Swazis bewoond worden of vroeger van het koninkrijk deel uitmaakten.
- Illegale drugs
  - Doorvoer van heroïne en cocaïne
  - Stijgende consumptie van cocaïne
  - Grootste afzetgebied voor methaqualone, in Zuid-Afrika bekend als Mandrax. Illegale import vanuit India via Oost-Afrika
  - Productie van marihuana